# Praça da Ferraria
A Praça da Ferraria é uma grande praça localizada no lado sul do centro histórico de Pontevedra (Espanha), no interior das antigas muralhas da cidade. É a praça principal da cidade velha e tem uma área de cerca de 2.000 m2. Inclui as pequenas praças da Estrela no lado norte, a praça de Ourense no lado sul e a praça Casto Sampedro no lado leste, perfazendo um total de quase 5.000 m2.

## Origem do nome
A praça toma o seu nome das forjas que ali existiam na Idade Média, desde que os Reis Católicos decretaram certas ordens para armar os cavaleiros espanhóis com armas de Pontevedra e Oviedo.

## História
As primeiras referências à praça datam de 1325 a 1330. Na Idade Média era conhecida como Praça de Trabancas, e adoptou o nome de Ferraria por volta de 1820 em memória dos antigos artesãos e ferreiros que ali viviam, que fabricavam todo tipo de armas e instrumentos de ferro e que se tornaram famosos em todo o país.
A praça foi ampliada no século XV para acolher o mercado da Feira Franca um mercado livre de impostos que começou a ter lugar na cidade por um privilégio real estabelecido pelo rei D. Henrique IV em 1467.

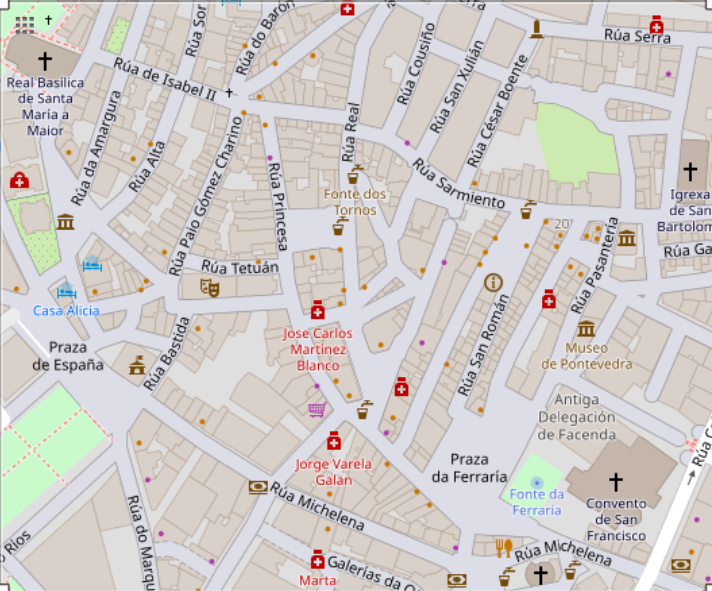
Praza da Ferraria no canto inferior direito, no centro histórico

No meio da praça Casto Sampedro, no lado oriental da praça, existe uma fonte do século XVI que ficou no lado pavimentado da praça, no meio, até 1857. Financiada em 1537 por Carlos V, cujo brasão de armas leva, e concluída 15 anos mais tarde, foi construída ao estilo das fontes portuguesas (chafariz) por João Lópes e Domingo Fernández. A fonte servia para acolher os peregrinos a caminho de Santiago de Compostela, depois de entrarem no recinto amuralhado da cidade pela porta de Trabancas das muralhas. É mencionada na canção popular:
| PONTEVEDRA É BOA VILA DÁ DE BEBER A QUEN PASA. A FONTE NA FERRERÍA, SAN BARTOLOMÉ NA PRAZA. | Pontevedra é uma boa cidade Dá de beber àqueles que por ali passam, A Fonte na Ferraría São Bartolomeu na praça |

Desde o século XVII realizavam-se touradas na praça, que era fechada com cercas de madeira. Em 1820 a praça foi rebaptizada Praça da Ferraria, o seu nome actual, em memória da guilda dos ferreiros. Em 1845, o terreno abaixo do Convento de São Francisco foi nivelado para fins paisagísticos. Em 1853, foram construídas as escadas que conduzem à igreja. Em 1928, o chafariz foi restaurado e instalado na praça Casto Sampedro (fruto deste arranjo paisagístico), a cerca de cinquenta metros da sua localização original. Serviu de modelo para muitas das fontes que foram construídas nos claustros dos conventos e em frente de alguns paços.
Entre 1854 e 1931, a praça foi chamada Plaza de la Constitución. O mercado da cidade foi outrora realizado no lado pavimentado da praça. Em 1910, a praça foi remodelada e pavimentada e os dois edifícios art nouveau foram construídos em frente ao convento de São Francisco.
Em 1983, a Câmara Municipal de Pontevedra decidiu pavimentar com granito a rua do Chocolate, cuja renovação foi inaugurada em Agosto de 1984. A reforma significou a eliminação do tráfego rodoviário ao longo da rua e o primeiro passo para a unificação dos espaços da praça da Ferraria e dos jardins do Casto Sampedro. A rua passou a chamar-se Paseo das Camelias até 1988, quando adoptou o nome definitivo de Antonio Odriozola.

## Descrição
A ela conduzem as ruas de Soportales de la Herrería, Conde de San Román, Pasantería, Benito Corbal, Figueroa e a antiga Porta de Trabancas das muralhas, que faz parte do Caminho Português. Junto a ela encontra-se a igreja da Virgem Peregrina.

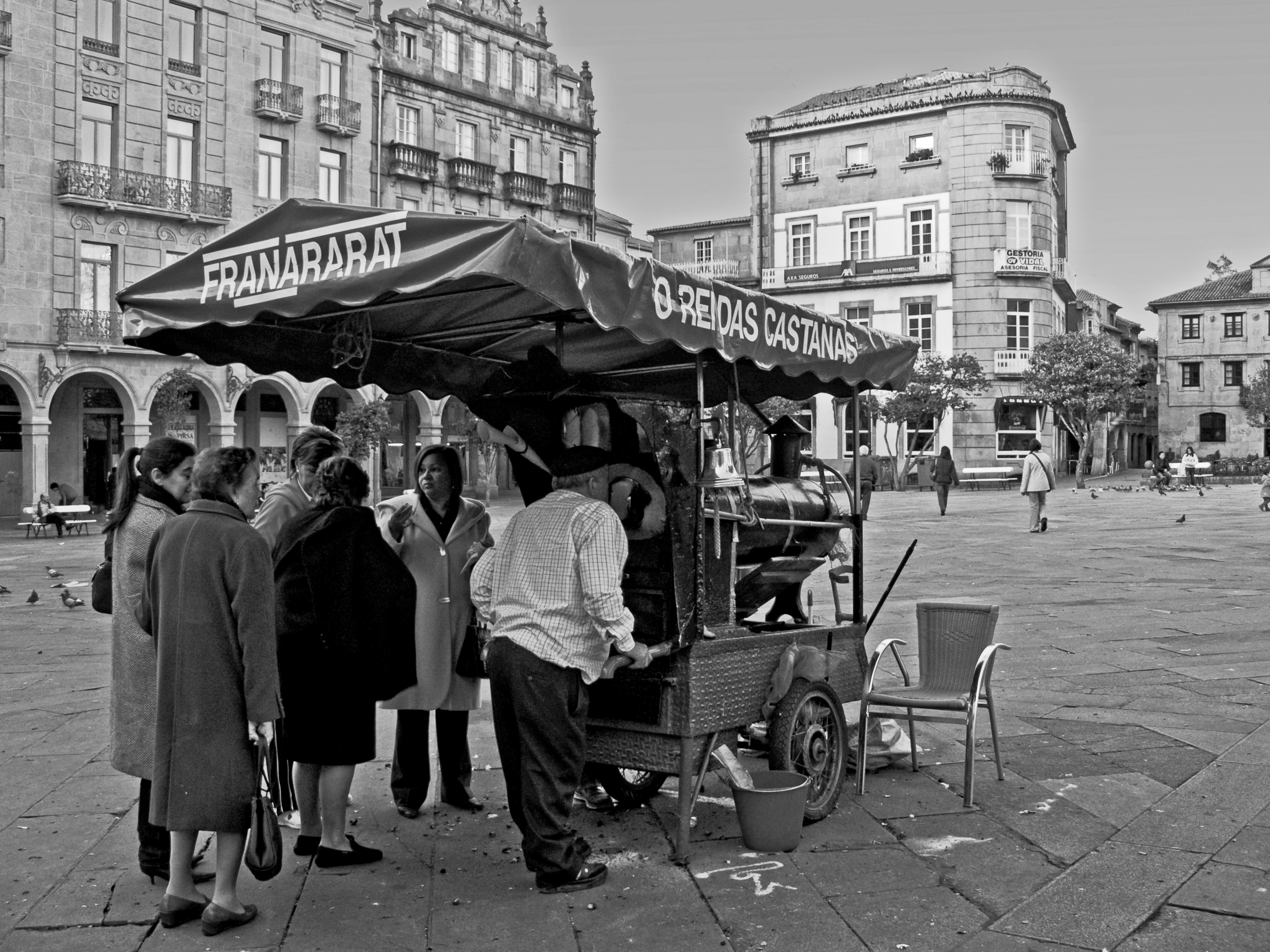
Um homem vendendo castanhas na Plaza de la Herrería.

As suas instalações comerciais são principalmente estabelecimentos têxteis ou hoteleiros. A famosa loja têxtil Almacenes Clarita abriu em 1916. A praça localiza-se junto ao Convento de São Francisco e às pequenas praças da Estrela (700 m2) e Ourense (700 m2), bem como da praça Casto Sampedro de 1.000 m2.
Na praça estão dois dos cafés mais antigos da cidade: o Café Savoy (agora Restobar Savoy ), ponto de encontro intelectual desde 1936, e o Carabela, inaugurado dez anos depois, em 1946.
Entre a praça da Ferraria e os jardins do Casto Sampedro encontra-se o Paseo Antonio Odriozola, ladeado de camélias e bancos, anteriormente conhecido como rua do Chocolate devido à sua antiga calçada de pedra preta.

## Edifícios notáveis
Os edifícios da praça datam do século XIV ao século XX. A leste e a norte da praça estão o convento e a igreja gótica de São Francisco, e abaixo, no meio da praça Casto Sampedro, encontra-se a famosa fonte renascentista da Ferraria. 
A oeste da praça estão dois edifícios notáveis art nouveau. O edifício art nouveau no número 8, mais a sul, é o mais antigo dos dois. Foi concebido pelo arquitecto Andrés López de Ocáriz Robledo, que concluiu o projecto em Junho de 1912. O edifício foi promovido por Juan Pazos, um emigrante rico que regressou da América, que comprou quatro das cinco pequenas casas do século XV que delimitavam a praça a oeste e que foram demolidas. É composto por um rés-do-chão com arcadas de duas alturas, três andares e um sótão. A decoração art nouveau com motivos florais e geométricos aparece na fachada principal acima e abaixo das portas e janelas, bem como no frontão central curvo com um arco de volta perfeita e nas cornijas de cada lado. O edifício tem duas grandes varandas centrais de ferro forjado nos dois primeiros andares e quatro varandas laterais no terceiro andar. Foi completamente renovado em 2007 pelos arquitectos César Portela e Enrique Barreiro Álvarez.
O edifício art nouveau no número 9, mais a norte, foi construído na década de 1920. Tem um rés-do-chão com arcos de dupla altura e quatro andares, encimado por um pequeno frontão central com decoração geométrica. Esta decoração está também presente nos lados das portas da varanda e especialmente sob as varandas do primeiro andar. O edifício distingue-se pela presença de uma varanda de pedra em cada uma das quatro janelas francesas em cada andar. Estas têm vitrais vermelhos, verdes e azuis em harmonia cromática com as da igreja de São Francisco. O edifício, que tem duas portas de acesso a partir da praça, com dois lances de escadas diferentes para permitir o acesso independente aos dois apartamentos de cada andar, foi completamente renovado pelo arquitecto Mauro Lomba em 2022 · . 
Ao sul da praça está a igreja da Virgem Peregrina, ao fundo. A Casa das Caras está localizada na praça da Estrela. 

## Cultura
A praça costuma estar cheia de pombos que as crianças gostam de alimentar. A Feira de Artesanato e Design do Atlântico realiza-se aqui em Julho. O mercado de flores decorre actualmente aqui na véspera do Dia de Todos os Santos, bem como vários mercados populares em dias como a Feira Franca ou o Dia do Livro.
Além disso, há concertos gratuitos no verão e a queima do papagaio Ravachol no carnaval. No outono, é o local ideal para os tradicionais vendedores de castanhas.

## Galeria

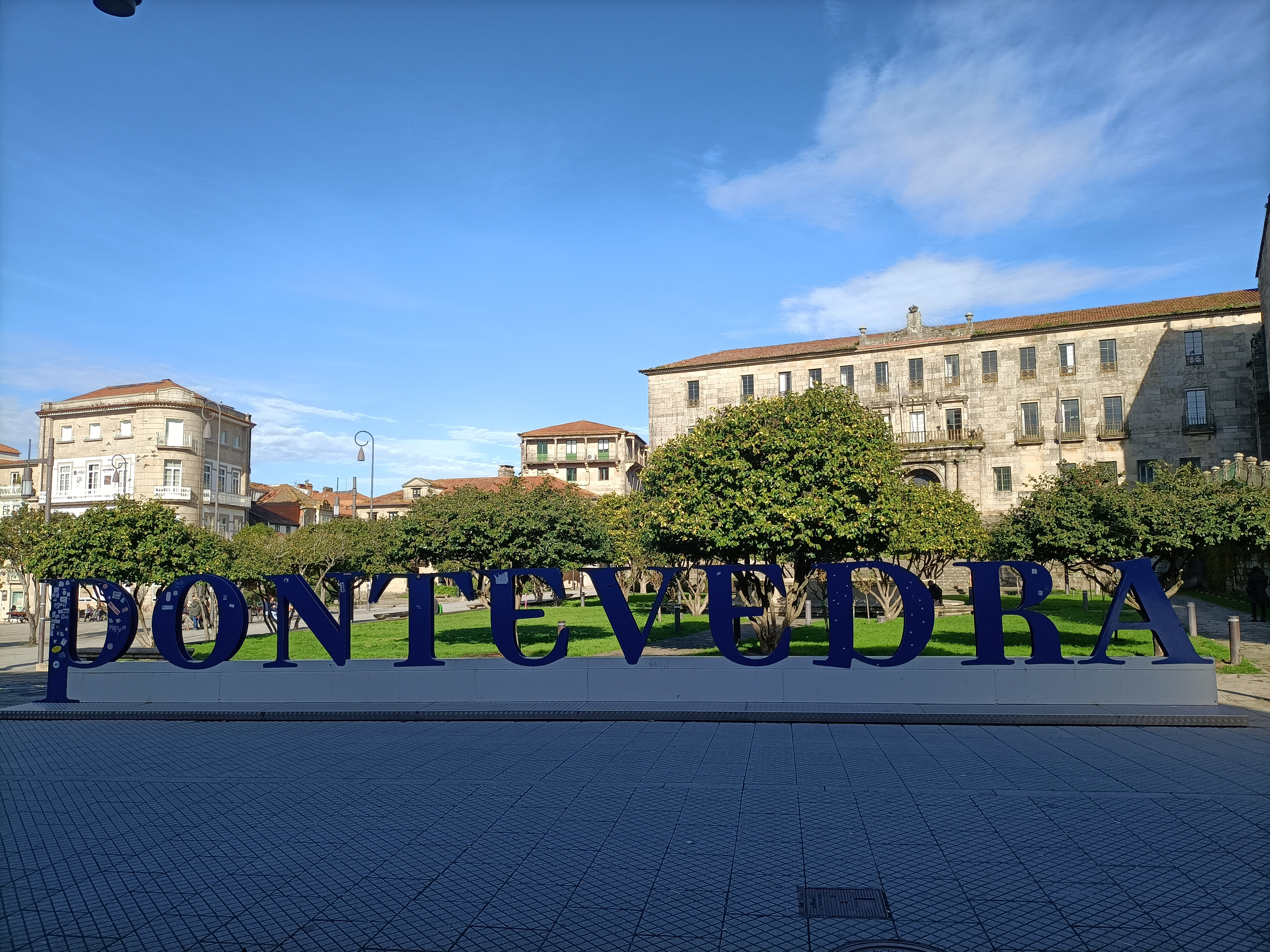
Placa turística
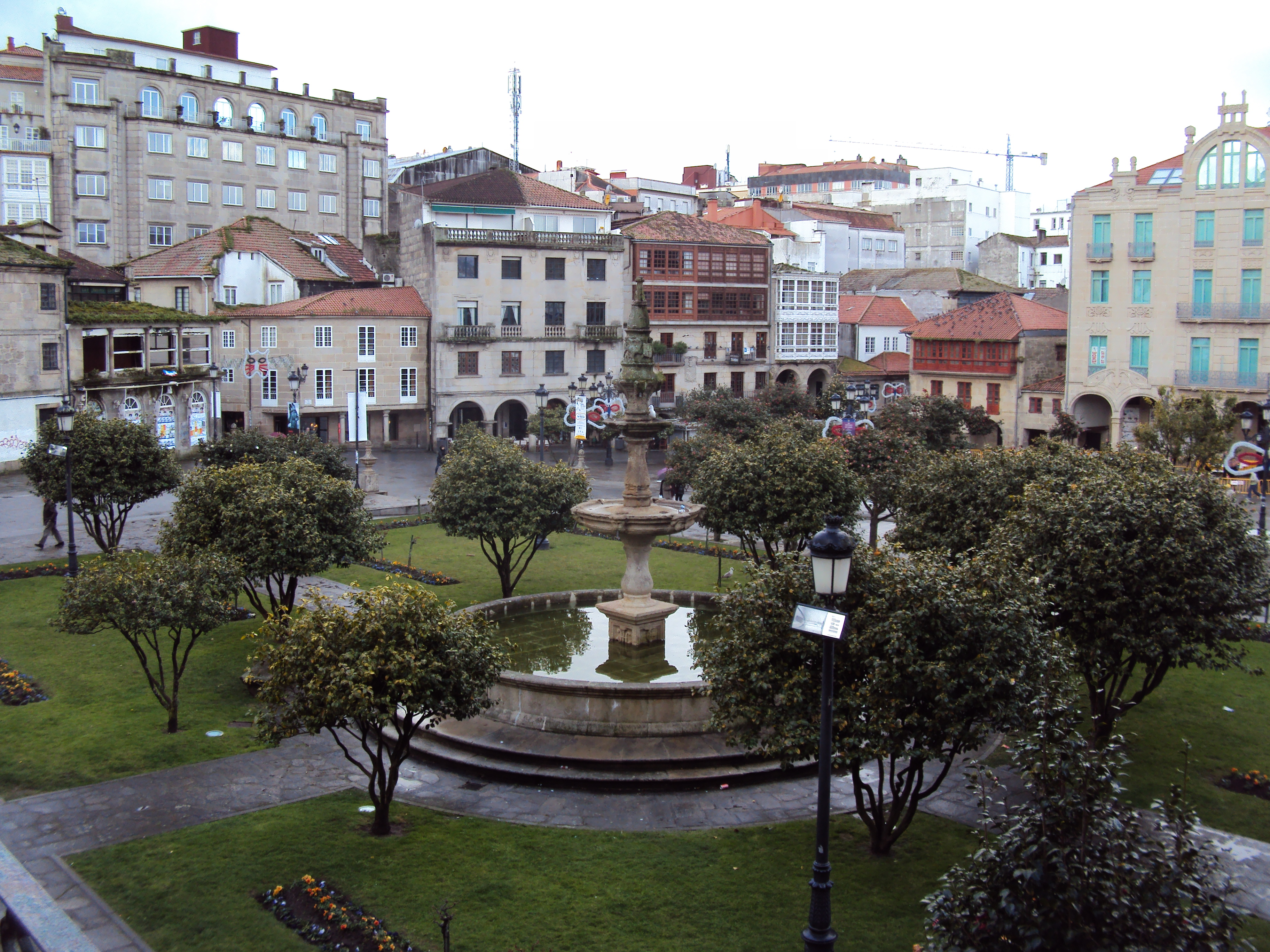
Fonte no meio dos jardins
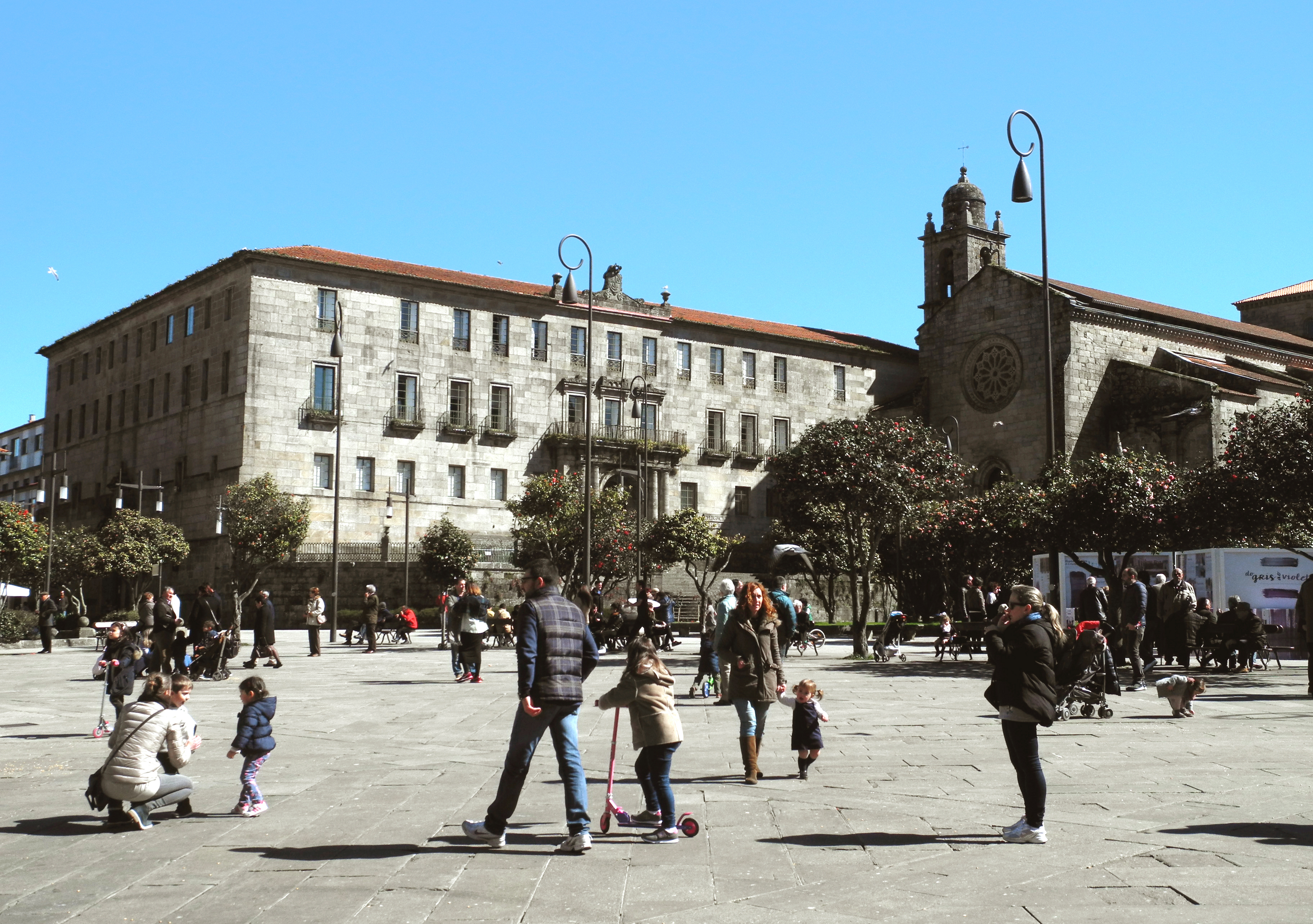
Praça e Convento de São Francisco
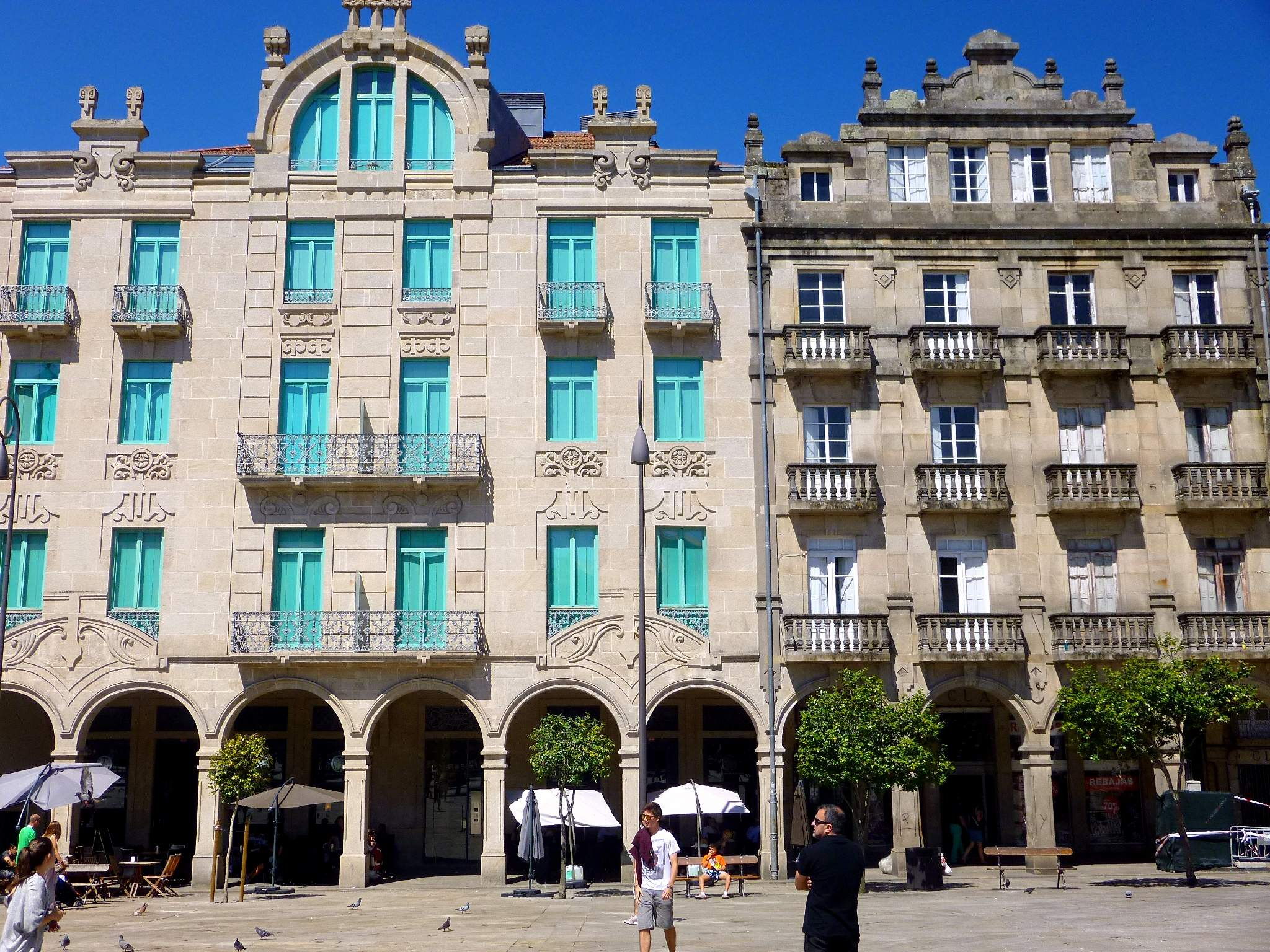
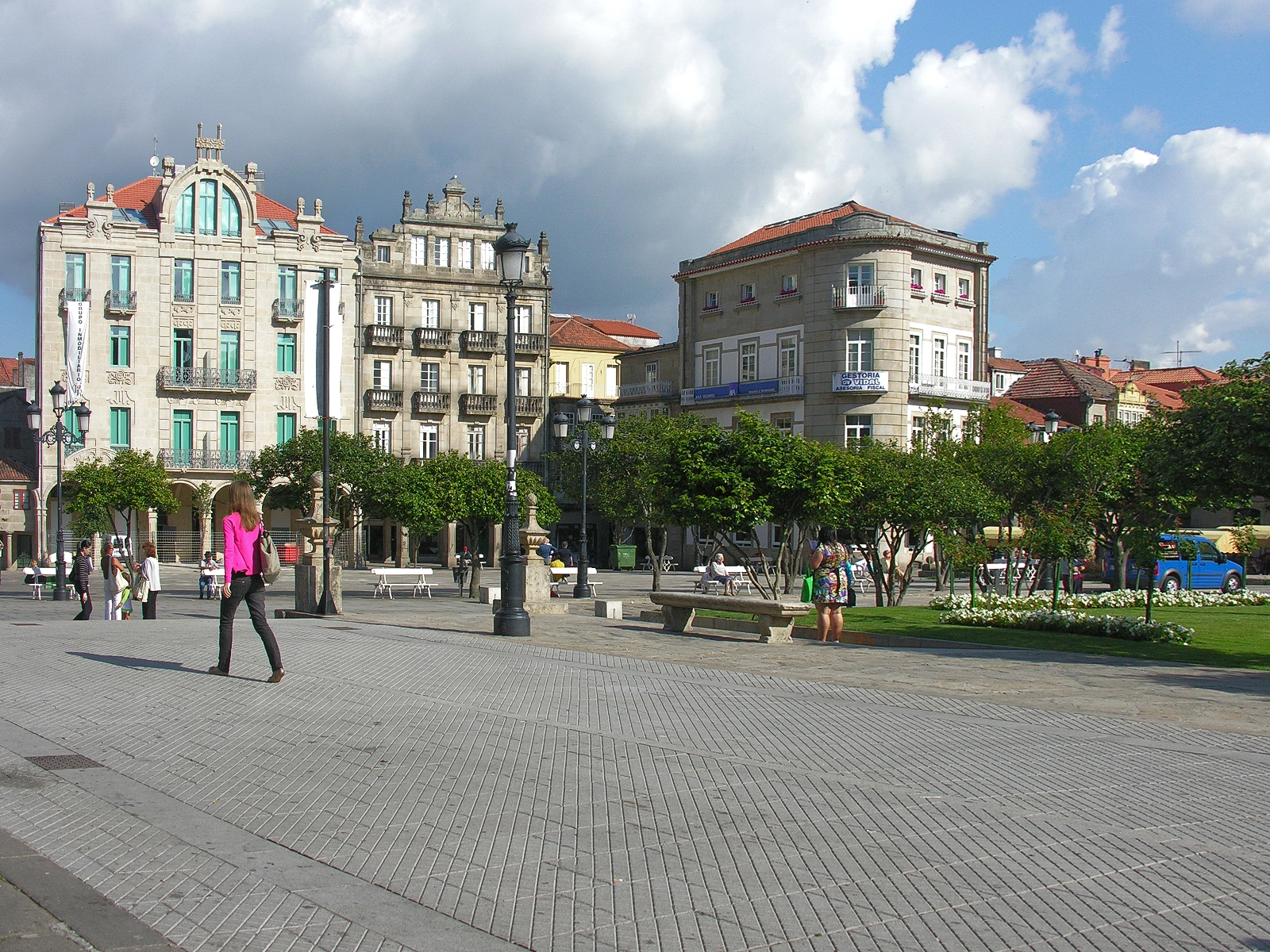
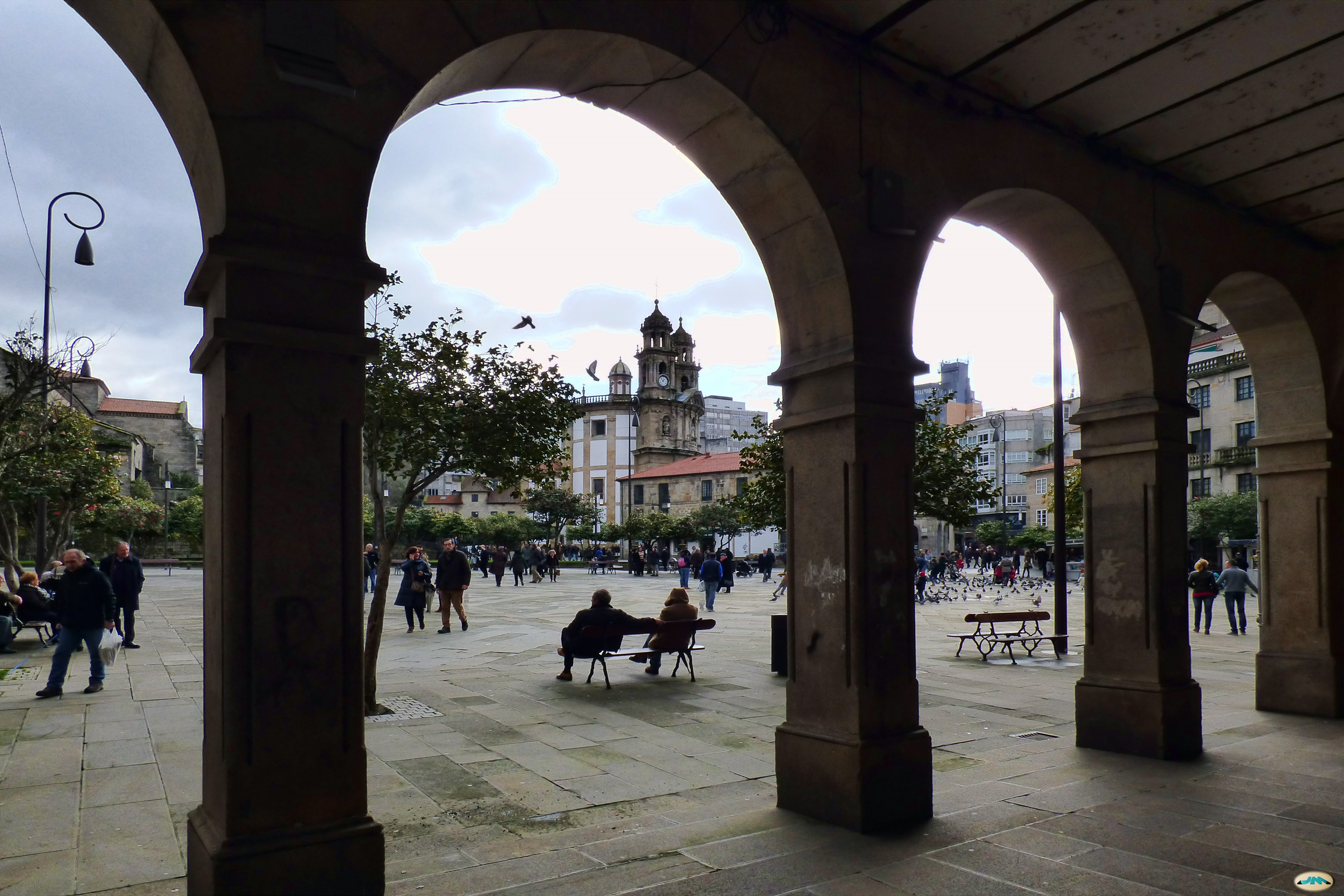
Arcadas da praça
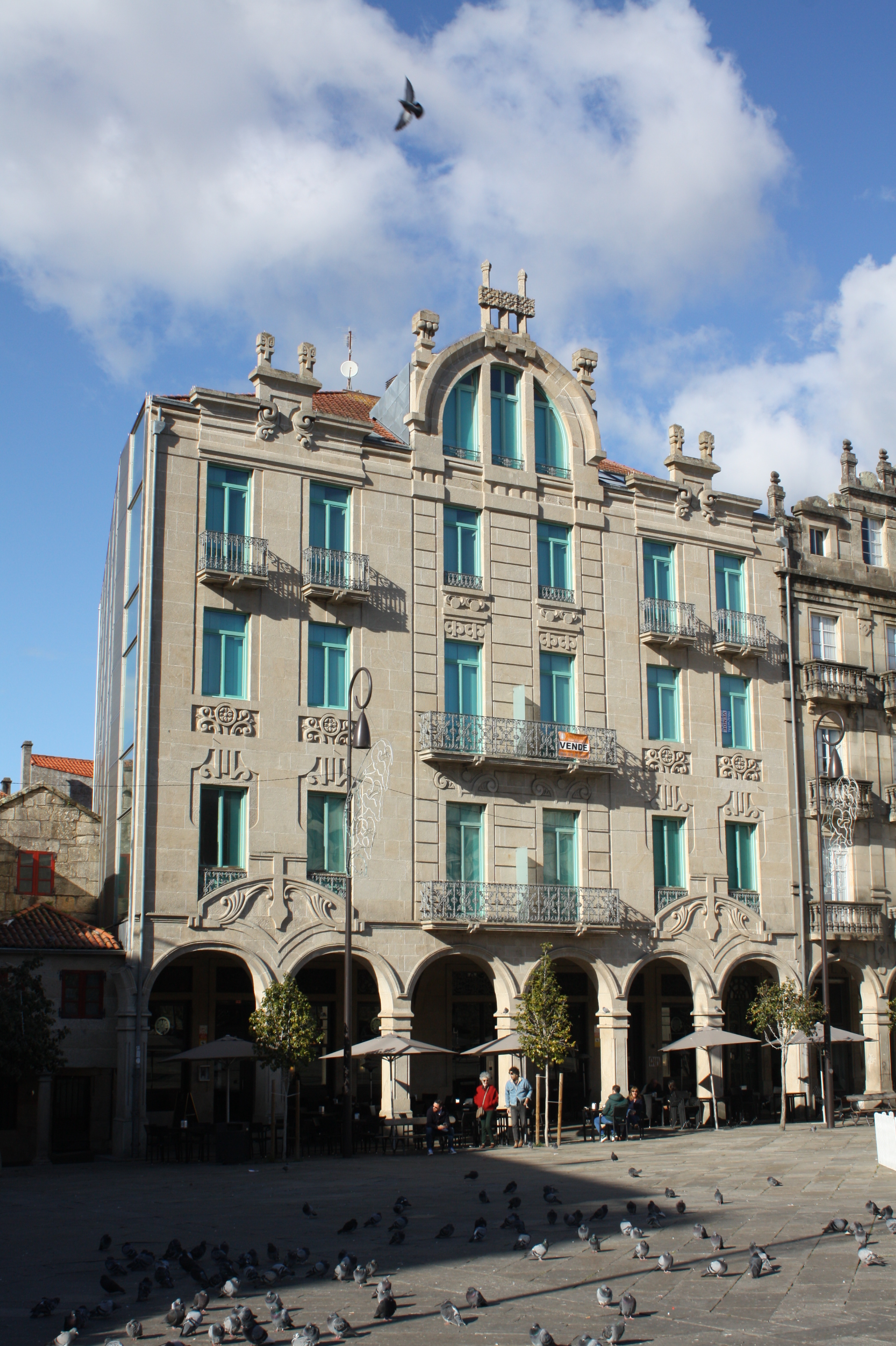
Pombos na praça
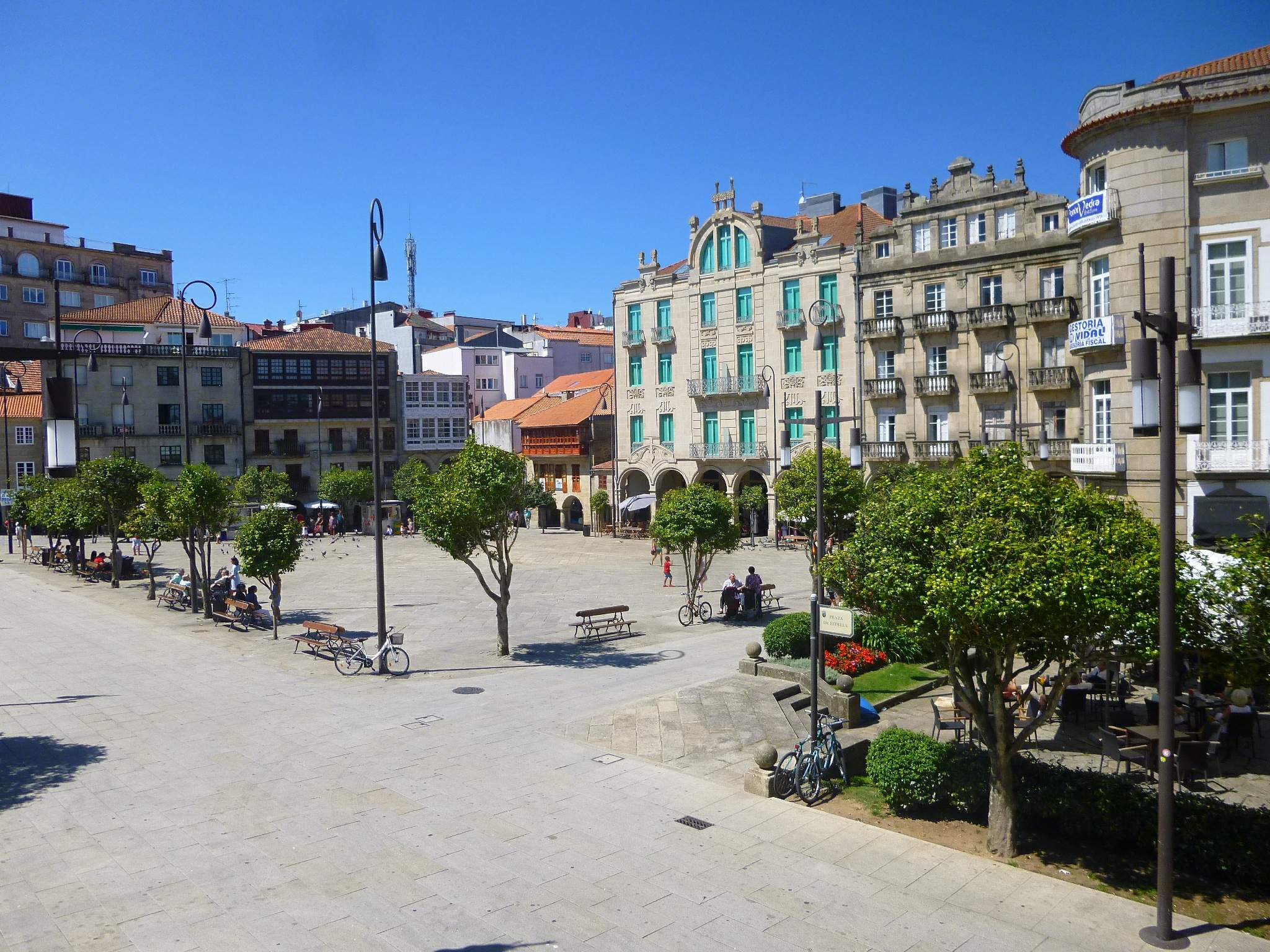
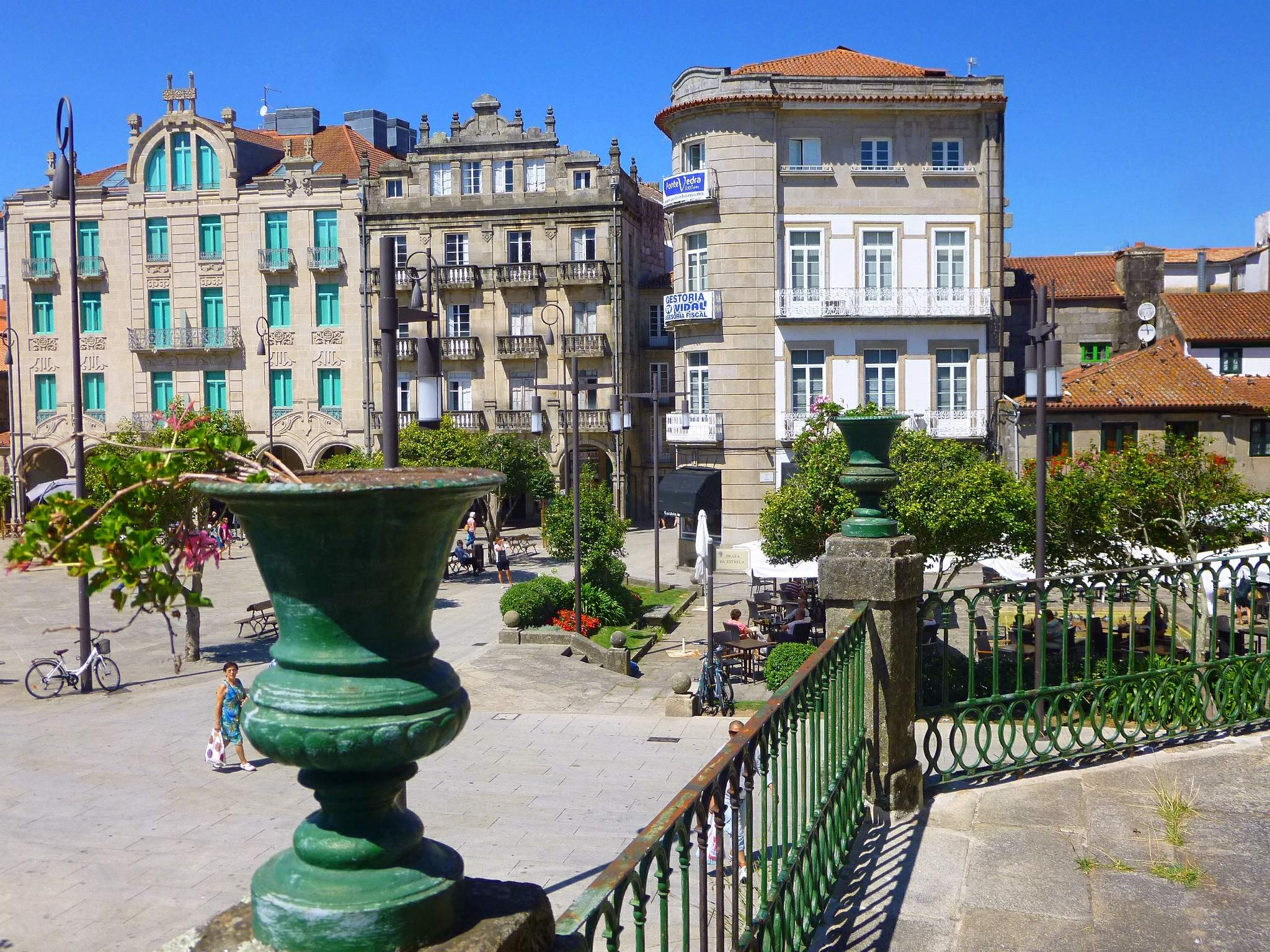
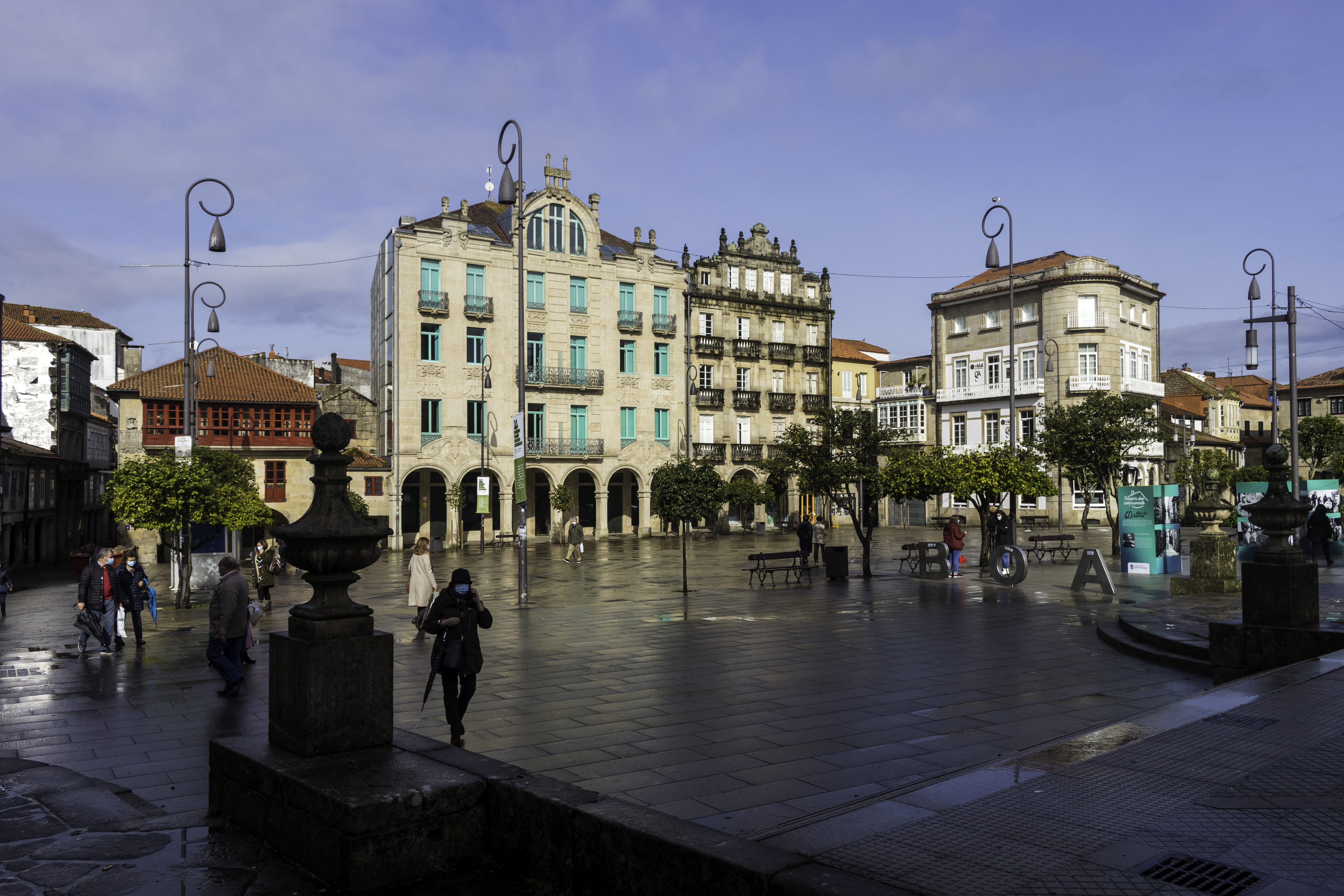
A praça em 2000
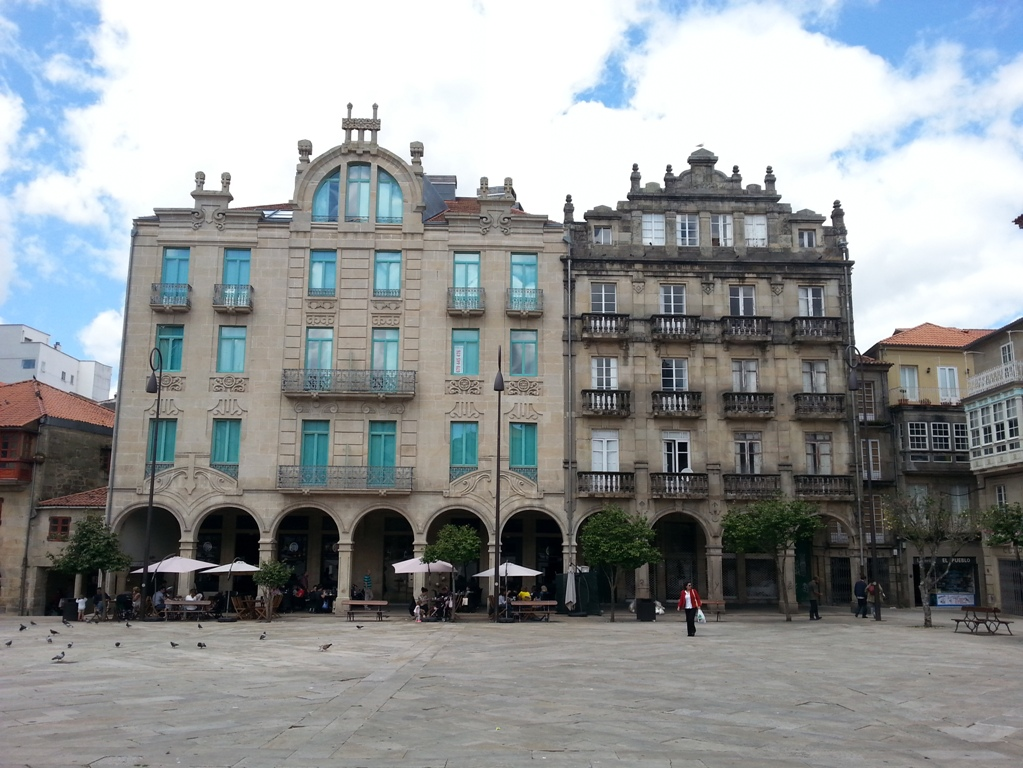
Edifícios Art Nouveau
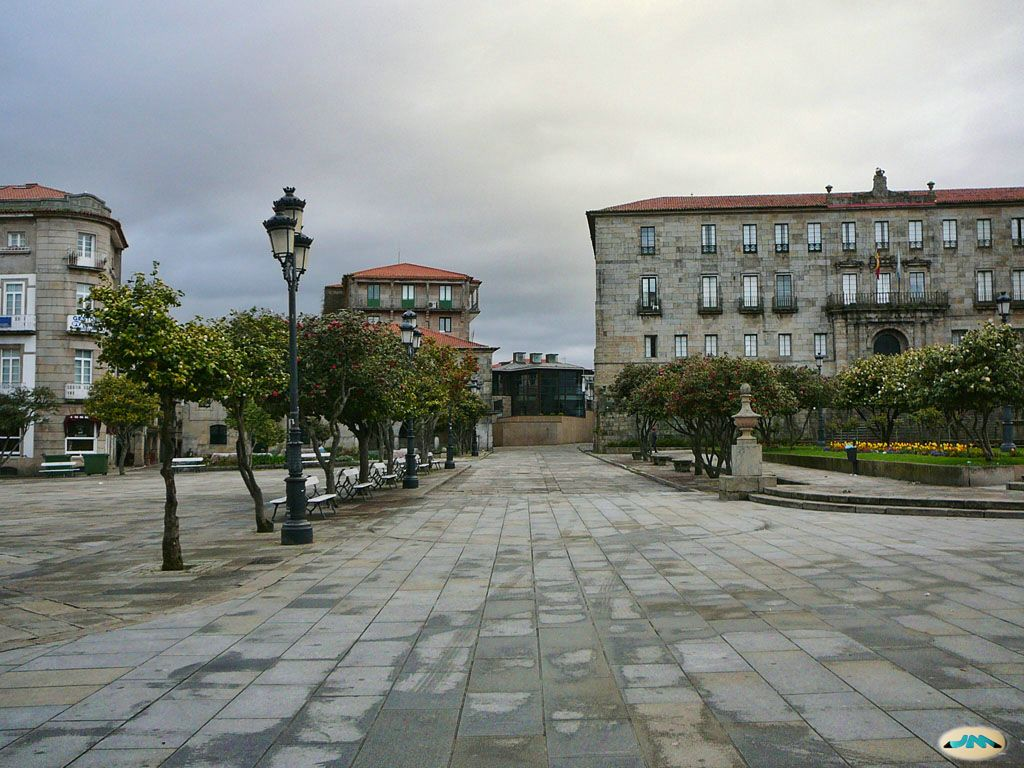

### Artigos relacionados
- Fonte da Ferraria
- Convento e igreja gótica de São Francisco
- Feira Franca de Pontevedra
- Rua Benito Corbal